# Aart Arnout van Schelven
Aart Arnout van Schelven (Haarlem, 11 november 1880 – Aerdenhout, 19 mei 1954) was een Nederlands hoogleraar geschiedenis en gereformeerd predikant.

## Biografie

### Achtergrond
Aart Arnout van Schelven werd in 1880 te Haarlem geboren als zoon van de Kuyperiaans-gereformeerde predikant Bastiaan van Schelven en Louise Diederika van Teylingen. Deze zoon van de reizende evangelist Aart van Schelven werd een bekend bestuurder in kerken en onderwijsinstellingen. Bij zijn overlijden duidde Aart Arnout zijn vader aan als famulus Dei, dienstknecht Gods.

### Opleiding
Aart Arnout van Schelven  volgde zijn studie eerst aan het Gereformeerd Gymnasium te Amsterdam, waar zijn vader bestuurder is geweest. Hierna, vanaf 1899, ging hij theologie studeren aan de Vrije Universiteit Amsterdam. In 1908 promoveerde hij op De Nederduitsche vluchtelingenkerken der XVIe eeuw in Engeland en Duitschland : in hunne beteekenis voor de Reformatie in de Nederlanden.

### Carrière
Vanaf 1909 werkte Van Schelven als predikant in de gereformeerde gemeente van Maarssen. Dit deed hij tot 1914; vervolgens zou hij vier jaar prediken in de gereformeerde kerk te Vlissingen.
In 1918 was bij de Vrije Universiteit de richting geschiedenis gestart, waarvoor Van Schelven het hoogleraarschap in de geschiedenis van de Middeleeuwen, de tijd der Reformatie en Contrareformatie, en de theorie der geschiedenis ging bekleden. Hij hield zich weinig bezig met de middeleeuwen en richtte zich hoofdzakelijk op de zestiende eeuw – daarvan specifiek het calvinisme. Over deze periode ging ook zijn dissertatie, Willem van Oranje. Willem van Oranje's geloof en godsdienstpolitiek (1933). Hij schreef deze biografie in opdracht van het comité voor de herdenking van diens vierhonderdste geboortedag in 1933.
Naast zijn hoogleraarschap was Van Schelven onder meer lid van de commissie voor de Rijks Geschiedkundige Publicatiën, voorzitter van het Gezelschap van christelijke historici in Nederland en (een jaar lang) voorzitter van de Maatschappij van Letterkunde.

### Politiek
In tegenstelling tot andere VU-hoogleraren in die tijd, is Van Schelven nooit een gereformeerd boegbeeld geworden; hij begaf zich juist ook in andere kringen. Zo was hij positief over een Groot-Nederland en in samenhang daarmee hoofdbestuurslid van het Algemeen-Nederlands Verbond.
Tijdens de Tweede Wereldoorlog besloot Van Schelven zich aan te sluiten bij het Nationaal Front (NF). Hij meende dat deze partij een tegenwicht kon vormen voor de NSB en werd op 22 oktober 1940 voorzitter van de toen opgerichte Kulturele Kamer van het Nationaal Front. Hoewel zijn sympathieën voor NF-leider Arnold Meijer bleven, beëindigde Van Schelven op 17 april 1941 zijn lidmaatschap, onder druk van curatoren van de Vrije Universiteit; als hij lid bleef zou hij geen hoogleraar meer kunnen zijn. De Duitse bezetter wilde Van Schelven rector maken, wat hij echter weigerde.

### Na de Tweede Wereldoorlog
Van Schelven werd na de bevrijding op non-actief gesteld en hij kreeg op eigen verzoek per 12 mei 1945 ontslag. Niet meer verbonden aan de universiteit, bleef hij desondanks tot zijn overlijden in 1954 doorwerken aan Het Calvinisme gedurende zijn bloeitijd, waarvan twee van de vier delen onaf gebleven zijn.

## Persoonlijk
Van Schelven trouwde op 7 juni 1921 te Bloemendaal met Else Wilde, met wie hij drie kinderen kreeg.

## Publicaties (selectie)
- 1908 - De Nederduitsche vluchtelingenkerken der XVIe eeuw in Engeland en Duitschland in hunne beteekenis voor de Reformatie in de Nederlanden (dissertatie, beschikbaar via Delpher[4])
- 1914 - De bewerking van een piëtistische gemeente
- 1916 - Het Zeeuwsche mysticisme
- 1919 - Omvang en invloed der Zuid-Nederlandsche immigratie van het laatste kwart der 16e eeuw
- 1920 - Het ‘heilig recht van opstand’
- 1921 - Kerkeraads-protocollen der Nederduitsche vluchtelingen-kerk te Londen, 1560-1563
- 1925 - Historisch onderzoek naar den levensstijl van het Calvinisme
- 1927 - De idee van den vooruitgang
- 1933 - Willem van Oranje. Willem van Oranje's geloof en godsdienstpolitiek
- 1934 - De school met den Bijbel en het onderwijs in de geschiedenis
- 1939 - Marnix van Sint Aldegonde
- 1943 - Het Calvinisme gedurende zijn bloeitijd, dl. I: Genève-Frankrijk
- 1944 - Uit den strijd der geesten
- 1951 - Het Calvinisme gedurende zijn bloeitijd, dl. II: Schotland-Engeland-Noord-Amerika
- 1953 - Wegkruisingen in het landschap der theorie van de geschiedschrijving

- Biografisch Portaal: 19013392
- Digitale Bibliotheek voor de Nederlandse Letteren: sche033
- Gemeinsame Normdatei: 1044744529
- International Standard Name Identifier: 0000 0003 8585 4373
- Library of Congress Control Number: no2006125798
- Nederlandse Thesaurus van Auteursnamen: 068329903
- Virtual International Authority File: 242154827